# Карролл (Нью-Йорк)
Карролл (англ. Carroll) — місто (англ. town) в США, в окрузі Каттарогус штату Нью-Йорк. Населення — 3456 осіб (2020).

## Демографія
Згідно з переписом 2010 року, у місті мешкали 3524 особи в 1461 домогосподарстві у складі 991 родини. Було 1561 помешкання
Расовий склад населення:
| - 97,3 % — білих - 0,6 % — корінних американців - 0,4 % — чорних або афроамериканців - 0,1 % — азіатів |

До двох чи більше рас належало 1,2 %. Частка іспаномовних становила 1,3 % від усіх жителів.
За віковим діапазоном населення розподілялося таким чином: 23,0 % — особи молодші 18 років, 57,2 % — особи у віці 18—64 років, 19,8 % — особи у віці 65 років та старші. Медіана віку мешканця становила 45,3 року. На 100 осіб жіночої статі у місті припадало 95,5 чоловіків;  на 100 жінок у віці від 18 років та старших — 92,5 чоловіків також старших 18 років.
Середній дохід на одне домашнє господарство  становив 59 464 долари США (медіана — 43 899), а середній дохід на одну сім'ю — 73 102 долари (медіана — 66 842). Медіана доходів становила 49 278 доларів для чоловіків та 37 353 долари для жінок. За межею бідності перебувало 6,1 % осіб, у тому числі 9,1 % дітей у віці до 18 років та 7,8 % осіб у віці 65 років та старших.
Цивільне працевлаштоване населення становило 1662 особи. Основні галузі зайнятості: виробництво — 26,0 %, освіта, охорона здоров'я та соціальна допомога — 25,0 %, роздрібна торгівля — 12,8 %, науковці, спеціалісти, менеджери — 7,7 %.